# تاش-کیچو
تاش-کیچو (انگلیسی: Tash-Kichu) یک شهرک در شهرستان تویمازینسکی استان باشقیرستان کشور روسیه است.